# Zvíkovské Podhradí
Zvíkovské Podhradí, bis 1924 Podhradí t. Karlov (deutsch Karlsdorf) ist eine Gemeinde in Tschechien. Sie liegt zwölf Kilometer östlich von Mirotice und gehört zum Okres Písek.

## Geographie
Zvíkovské Podhradí befindet sich im Mittelböhmischen Hügelland auf einer Hochfläche zwischen den mit dem Orlíkstausee gefluteten Tälern der Moldau und Otava. Anderthalb Kilometer nordwestlich liegt auf einer Landzunge am Zusammenfluss beider Flüsse die Burg Zvíkov. Durch Zvíkovské Podhradí verläuft die Staatsstraße II/121 zwischen Milevsko und Mirotice; über Moldau und Otava führen zwei Straßenbrücken. Nördlich erhebt sich die Varta (466 m) und im Nordosten der Chlum (552 m). Gegen Südosten erstreckt sich der Wald Červený les.
Nachbarorte sind Varta und Jickovice im Norden, Borek, Matuška und Kučeř im Nordosten, Bohuslavský, U Moravců, V Dolanech, U Kloboučníků, Květov und Dolnice im Osten, Pazderna, Vůsí und Červená 2. díl im Südosten, Zběrov, Oslov, Dejmov und Strouha im Süden, Svatá Anna und Štědronín im Südwesten, Horní Ostrovec im Westen sowie Varvažov, Varvažovská Paseka, Na Budách, Kopanina und Zbonín im Nordwesten.

## Geschichte
Archäologische Funde belegen eine frühzeitliche Besiedlung der Gegend, auf dem Felssporn der Burg Zvíkov befand sich während der Keltenzeit eine Burgstätte, wahrscheinlich ein Oppidum.
Im Jahre 1226 erwarb König Přemysl Otakar I. den Oslover Sprengel im Austausch gegen sechs andere Dörfer vom Kloster Doksany und ließ danach auf dem Felssporn zwischen Moldau und Otava eine königliche Burg errichten. Die erste schriftliche Erwähnung der Burg Klingenberg und ihres Burggrafen Konrad von Janovice erfolgte 1234 zu Zeiten König Wenzels I. Die Ansiedlung Podhradí am nördlichen Fuße der Burg im Otavatal entstand wahrscheinlich unmittelbar danach. In der zweiten Hälfte des 13. Jahrhunderts erfolgte der Bau der St.-Nikolaus-Kirche. Nachdem im Jahre 1430 Hussiten die Burg Klingenberg belagerten, verpfändete König Sigismund die Herrschaft 1431 an Ulrich II. von Rosenberg, weil er befürchtete, dass sein Burggraf Kunata Kapléř recht bald zu den Aufständischen überlaufen würde. Heinrich V. von Rosenberg, der die überschuldete Herrschaft 1472 übernommen hatte, verkaufte am 28. September 1473 ein Viertel der Besitzungen des Hauses Rosenberg, darunter auch das Klingenberger Pfand, seinem Vetter Bohuslav V. von Schwanberg. Unter den Herren von Schwanberg erfolgten mehrfach Besitzteilungen. Podhradí wurde bis ins 16. Jahrhundert als Bestandteil der Burg angesehen, die erste urkundliche Erwähnung der Ortschaft erfolgte erst 1547. Im Jahre 1574 verband Christoph von Schwanberg die Herrschaft Klingenberg mit seiner drei Jahre zuvor erworbenen Herrschaft Worlik. Georg von Schwanberg teilte 1584 einen großen Teil der Klingenberger und Mühlhausener Güter der Herrschaft Worlik zu. Nach der Schlacht am Weißen Berg wurde der Nachlass des Peter von Schwanberg konfisziert und 1622 die Eggenberger Besitzer der Herrschaft Worlik. Die Burg wurde nach dem Dreißigjährigen Krieg dem Verfall überlassen und nach Ausbruch des Türkenkrieg 1663 wieder in den Verteidigungszustand gesetzt. Im August 1683 baten mehrere benachbarte Adelsfamilien wegen der erneuten Türkengefahr den Fürsten Eggenberg um die Benutzung der Burg als Zufluchtstätte. Nachdem 1717 die Eggenberger im Mannesstamme erloschen, erbte das Haus Schwarzenberg deren Besitzungen. Die Friedhofskirche St. Nikolaus in Podhrad wurde 1829 auf Betreiben des Oslover Pfarrers aufgehoben; im Jahre 1833 wurde sie ausgeplündert und ab 1837 teilweise abgebrochen.
Im Jahre 1837 bestand das unterhalb der Burgruine Klingenberg am rechten Ufer der Watawa an deren Zusammenfluss mit der Moldau gelegenede Dorf Podhrad, auch Klingenberg und Zwikow genannt, aus 29 Häusern mit 205 Einwohnern. In Podhrad gab es die öffentliche Kapelle St. Nikolaus und eine Mühle an der Watawa. Pfarrort war Woslow. Karlsdorf wurde zu dieser Zeit noch nicht erwähnt. Die Bewohner waren Flößer und Holzfäller. Bis zur Mitte des 19. Jahrhunderts blieb Podhrad als Teil der Herrschaft Klingenberg der Fideikommissherrschaft Worlik samt den Allodialgütern Zalužan, Zbenitz und Bukowan untertänig.

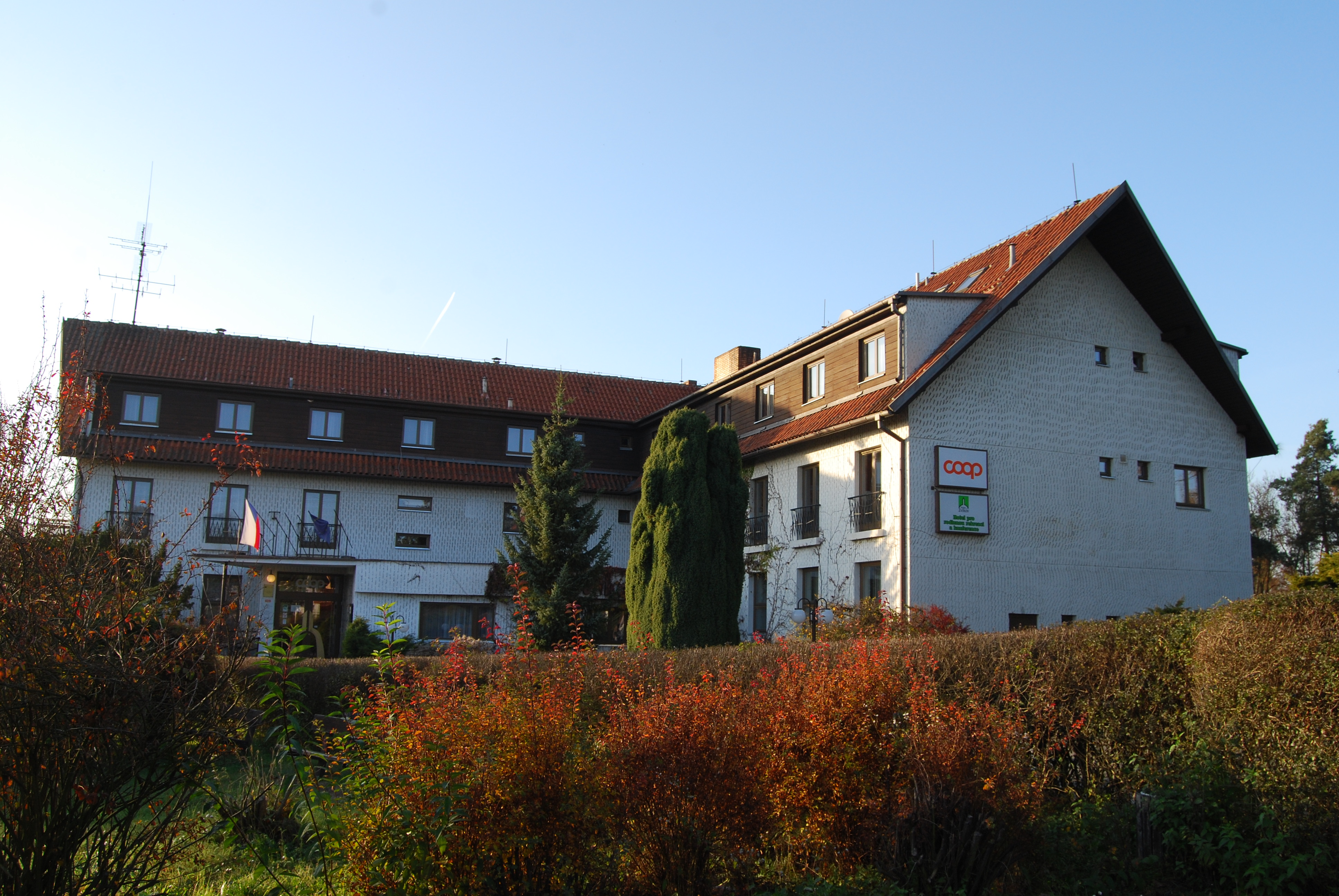
Hotel in Zvikovske Podhradi

Nach der Aufhebung der Patrimonialherrschaften bildete Podhradí / Podhrad mit den Ortsteilen Oslav / Woslow, Svatá Anna / Sanct Anna, Tukleky / Tuklek, Louka / Lauka, Zvíkov / Klingenberg und Mošovice / Moschowitz ab 1850 eine Gemeinde in der Bezirkshauptmannschaft Písek und dem Gerichtsbezirk Mirovice. Die Fürsten von Schwarzenberg ließen Mitte des 19. Jahrhunderts am Weg nach Oslov eine Forstarbeitersiedlung anlegen. Das neue Straßendorf erhielt zu Ehren des Feldmarschalls Karl Philipp zu Schwarzenberg den Namen Karlov / Karlsdorf. Tukleky und Louka lösten sich 1868 von Podhradí los. Ab 1880 führte die Gemeinde den Namen Podhradí t. Karlov / Podhrad bzw. Karlsdorf. Der heutige Ortsname Zvíkovské Podhradí wurde 1924 eingeführt. Oslov und Svatá Anna lösten sich 1928 los. Zwischen 1956 und 1963 erfolgte der Bau der Orlík-Talsperre mit der die Ortsteile Podhradí und Mošovice überflutet wurden. Podhradí liegt heute 30 m unter der Wasseroberfläche des Stausees. In dieser Zeit erhielt der Ort mit der neuen Staatsstraße II/121 zugleich eine günstige Verkehrsanbindung. Die ehemalige Siedlung Karlov wurde zu einem Dorf erweitert. Am 1. Jänner 1980 wurde Zvíkovské Podhradí nach Oslov eingemeindet. Im Jahre 1991 hatte das Dorf 147 Einwohner, beim Zensus von 2001 lebten in den 82 Wohnhäusern 187 Personen. Am 24. November 1990 löste sich Zvíkovské Podhradí wieder von Oslov los und bildete eine eigene Gemeinde.
Die Gemeinde Zvíkovské Podhradí setzt heute vor allem auf den Tourismus durch die Lage der Burg auf einer Landzunge im Stausee.

## Gemeindegliederung
Für die Gemeinde Zvíkovské Podhradí sind keine Ortsteile ausgewiesen. Zu Zvíkovské Podhradí gehören die Ortslage Zvíkov (Klingenberg) und die Einschicht Komora (Minin). Die früheren Ortsteile Mošovice und Podhradí wurden überflutet.

## Sehenswürdigkeiten
- Burg Zvíkov, sie war im 14. Jahrhundert eine der Hauptburgen der böhmischen Könige, bis 1948 gehörte die Ruine den Fürsten von Schwarzenberg, heute befindet sie sich im Staatsbesitz und ist ein Nationales Kulturdenkmal
- Naturdenkmal Kopaniny, am linken Moldauufer gegenüber der Burg
- Kapelle des hl. Wenzel in Zvíkovské Podhradí, die Glocke wurde 1946 in der Otava gefunden und durch Karl VI. Schwarzenberg der Gemeinde geschenkt. Vermutlich stammt sie aus der St.-Nikolaus-Kirche in Podhradí.
- Straßenbrücken über die Moldau und Otava, sie wurden am Übergang der 1950er und 1960er im Verfahren der Fliegenden Betonage (Letmá betonáž) errichtet.

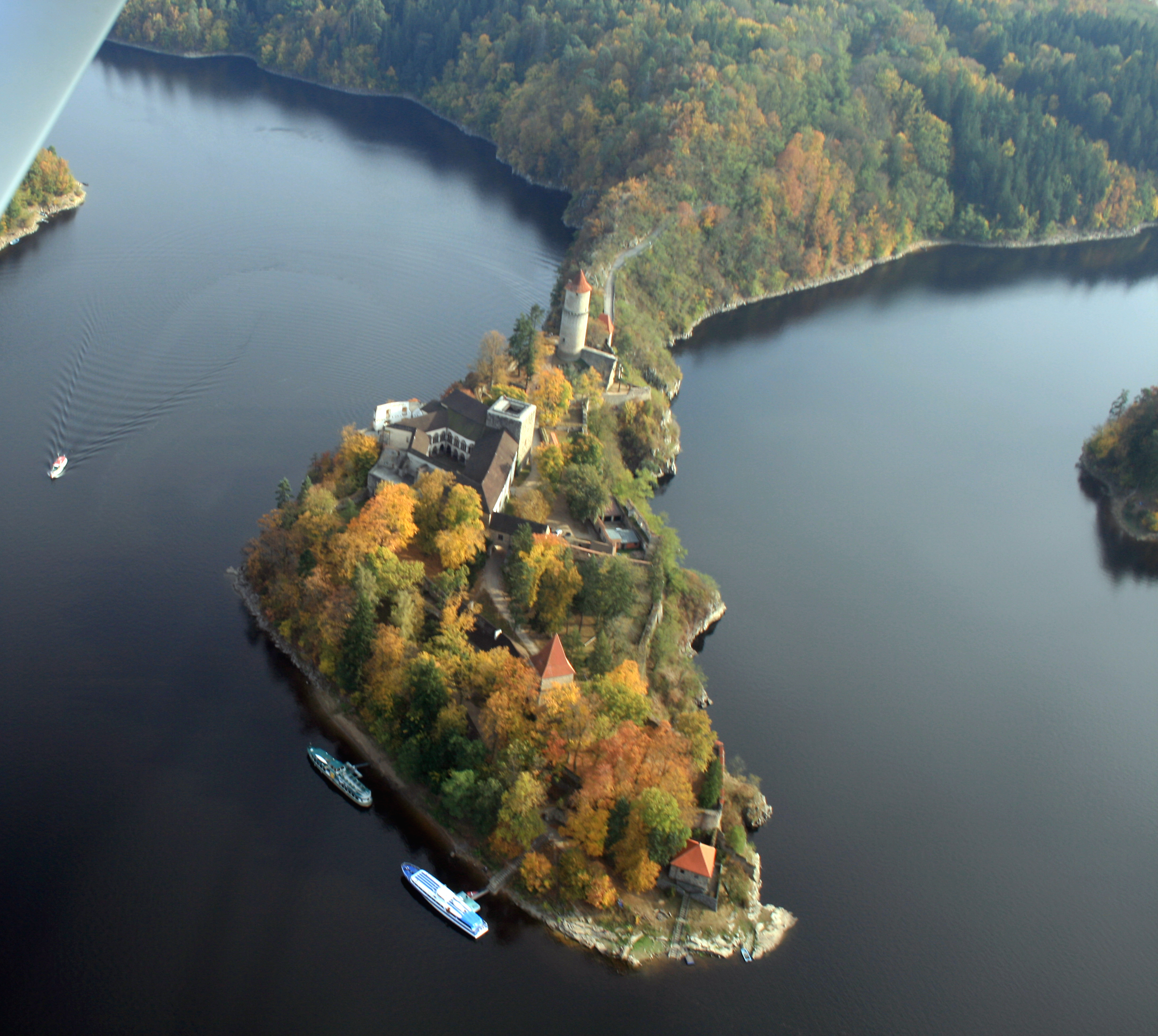
Burg Zvíkov
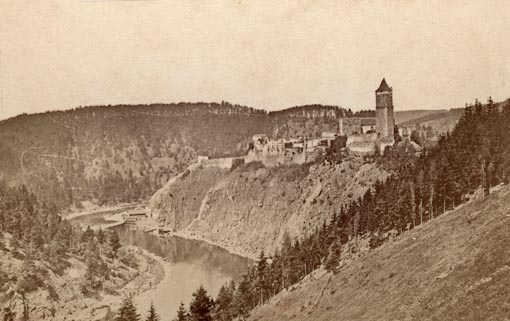
Otava-Tal mit der Burg Zvíkov (Aufnahme von Jindřich Eckert, 1878)
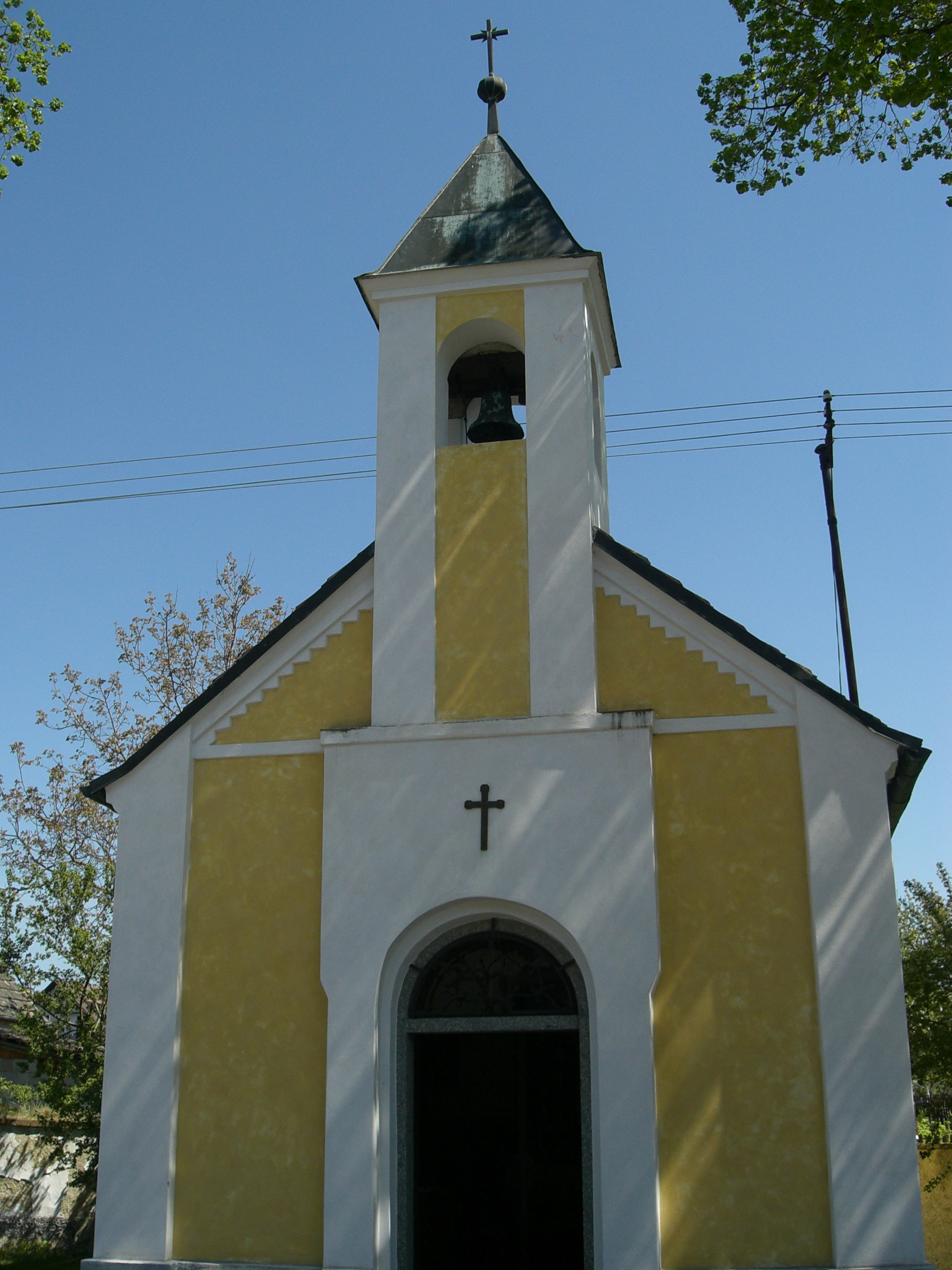
Kapelle in Zvíkovské Podhradí

### Ehemalige Bauwerke
- Friedhofskirche St. Nikolaus in Podhradí, sie befand sich unterhalb der Burg Zvíkov an der Einmündung der Otava in die Moldau. Der in der zweiten Hälfte des 13. Jahrhunderts errichtete gemauerte gotische Bau wurde wahrscheinlich am Übergang vom 14. zum 15. Jahrhundert wie die Burgkapelle mit Fresken ausgemalt. 1829 wurde sie auf Betreiben des Oslover Pfarrers aufgehoben und im Jahre 1833 ausgeplündert. Der dreiflügelige Altar aus dem 16. Jahrhundert wurde in die Burgkapelle verbracht. 1837 wurde die Kirche zum Abbruch freigegeben. In den 1870er Jahren wurde sie als Ruine ohne Dach beschrieben und vor 1918 standen von ihr noch ein bis zwei Meter hohe Mauerreste. Ihr Standort liegt heute im Orlík-Stausee.[5]